# Middlesex County (Massachusetts)
Middlesex County is een county in de Amerikaanse staat Massachusetts.
De county heeft een landoppervlakte van 2.133 km² en telt 1.465.396 inwoners (volkstelling 2000). Middlesex county heeft twee hoofdplaatsen: Cambridge en Lowell.
In 1997 is het bestuur op countyniveau in Middlesex opgeheven. De meeste taken die de verantwoordelijkheid waren van het countybestuur zijn overgenomen door de staat Massachusetts. De rechtspraak is nog steeds op countyniveau georganiseerd.

## Bevolkingsontwikkeling

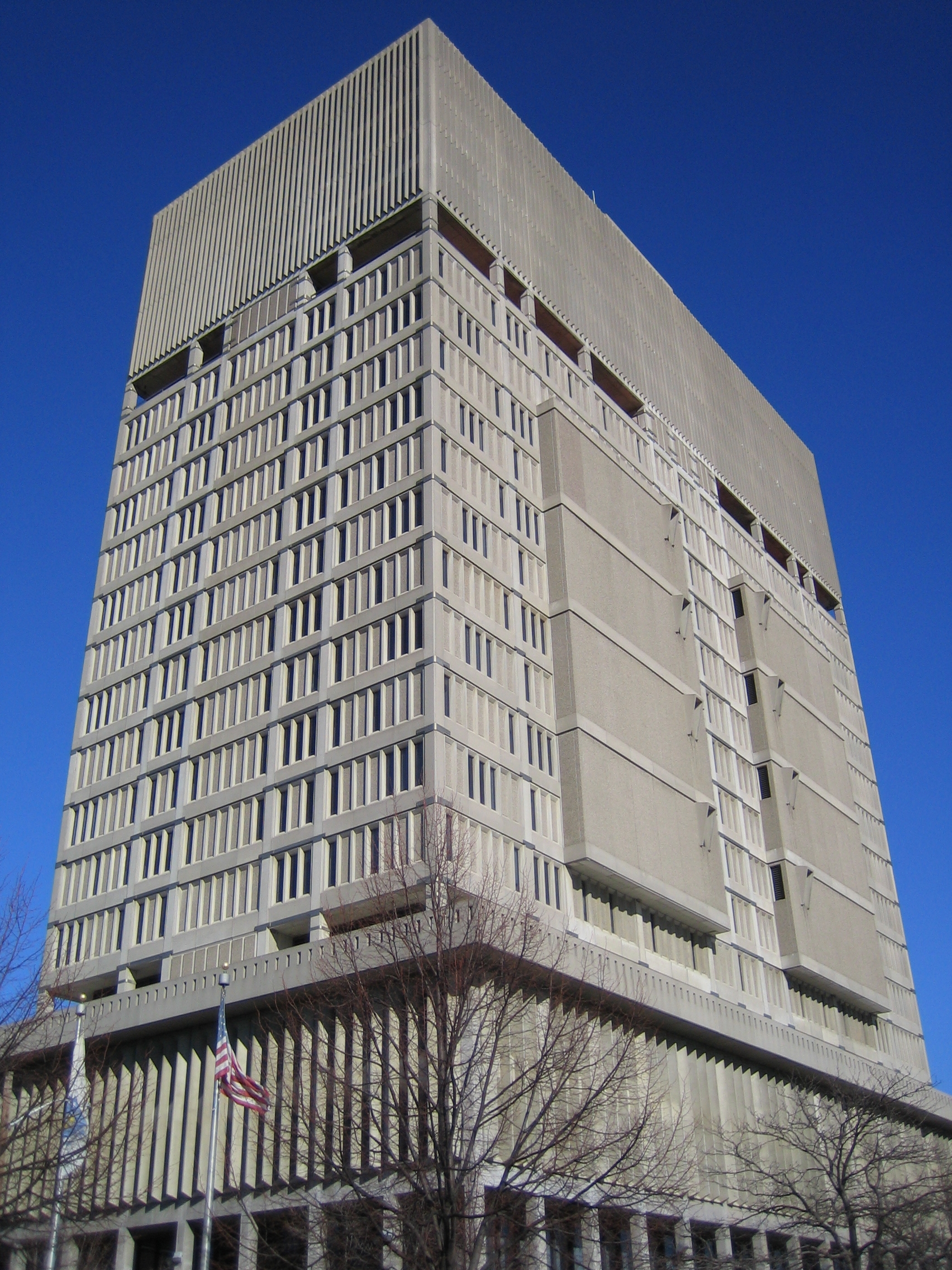
Middlesex Superior Court